# BLAST (telescopio)
Il Balloon-borne Large Aperture Submillimeter Telescope (con acronimo BLAST) è un telescopio per l'astronomia nell'infrarosso submillimetrico che opera appeso ad un pallone sonda da quote stratosferiche.

## Caratteristiche
Ha uno specchio primario da 2 metri che dirige la luce verso una schiera di bolometri che operano alle lunghezze d'onda di 250, 350, e 500 µm. Questi "arrays" vennero sviluppati per lo strumento "SPIRE" dello Herschel Space Observatory. Il progetto viene portato avanti da un consorzio multi-universitario capeggiato dalla University of Pennsylvania e dalla University of Toronto che include anche la Brown University, l'University of Miami, e l'University of British Columbia. Inoltre nel consorzio sono inclusi il JPL, INAOE, e la Cardiff University. Buona parte del telescopio rimase distrutta durante il suo terzo volo in Antartide, ma successivamente è stato ricostruito per essere lanciato dall'Antartide nell'estate australe del 2010-11. Questo volo di BLAST (aka BLAST-Pol) avrà un polarimetro per osservare la luce polarizzata dai nuclei di formazione delle stelle. La luce verrebbe polarizzata a causa dei campi magnetici. Si pensa che i campi magnetici delle stelle inibiscano il collasso dei core stellari. Il telescopio Herschel Space Observatory non dispone di un polarimetro.

## Obiettivi scientifici del telescopio BLAST
I principali obiettivi scientifici del telescopio BLAST sono i seguenti:
- Misurare il redshift fotometrico, le luminosità nell'infrarosso lontano ed i tassi di formazione stellare delle galassie starburst con elevato redshift, e in questo modo conoscere la storia evolutiva di quelle galassie che producono il "rumore di fondo" infrarosso sub-millimetrico (FIR/submillimeter background).
- Misurare le sorgenti fredde pre-stellari associati con i primi stadi della formazione delle stelle e dei pianeti.
- Elaborare mappe ad alta risoluzione delle emissioni galattiche diffuse su di un ampio raggio di latitudini galattiche.

## Il telescopio BLAST nella cultura di massa
Il cineasta Paul Devlin ha girato un documentario intitolato BLAST! riguardante il progetto. Paul è il fratello del cosmologo Mark Devlin, principale ricercatore del progetto BLAST.

## Voli
1. Il primo volo di BLAST è stato un volo di test ingegneristico.  BLAST venne lanciato alle 15:10 UTC del 28 settembre del 2003 dalla base "Columbia Scientific Balloon Facility" di Fort Sumner nel Nuovo Messico, e atterrò circa 26 ore dopo nei pressi di Newcomb nel Nuovo Messico.
2. Il secondo volo di BLAST è stato il suo secondo volo scientifico.  BLAST venne lanciato alle 1:10 UTC del 12 giugno 2005 da Esrange, vicino Kiruna in Svezia, e atterrò alle 6:15 UTC del 16 giugno del 2005 sull'isola Victoria, nei Territori del Nord-Ovest del Canada.
3. Il terzo volo di BLAST venne lanciato alle 1:54:10 UTC del 21 dicembre 2006, dalla Stazione McMurdo, in Antartide e atterrò alle 1:05 UTC del 2 gennaio del 2007, 756 km a sudovest di McMurdo.  Il suo terzo atterraggio fu disastroso, per il mancato rilascio automatico del paracadute dalla gondola (dopo l'atterraggio) e i venti dell'Antartide lo trascinarono per la superficie per 24 ore, fino a posizionarsi in un crepaccio a 200 km dal sito di atterraggio. I hard disk drive con i dati vennero ricuperati tra vari altri pezzi dispersi lungo la scia di rottami, ma la maggior parte del telescopio rimase distrutta.[5]
4. Il quarto volo di BLAST (il primo come BLAST-Pol) venne lanciato alle 4:06 UTC del 27 dicembre del 2010, dal Willy Field, McMurdo Station, Antartide e atterrò sulla Barriera di Ross.